# Kevin Jansen
Kevin Jansen (Hoogvliet, 8 aprile 1992) è un calciatore olandese, centrocampista dell'Inter Turku.

## Carriera

### Club
Ha giocato nella prima divisione olandese ed in quella finlandese.

### Nazionale
Ha giocato nella nazionale olandese Under-19.

## Palmarès

### Club

#### Competizioni nazionali
- Liigacup: 2

Honka: 2022
Inter Turku: 2024